# Denise Majette

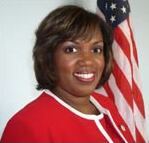
Denise Majette

Denise L. Majette (* 18. Mai 1955 in New York City) ist eine US-amerikanische Politikerin. Zwischen 2003 und 2005 vertrat sie den Bundesstaat Georgia im US-Repräsentantenhaus.

## Werdegang
Die in Brooklyn geborene Denise Majette studierte bis 1976 an der Yale University. Nach einem anschließenden Jurastudium an der University of Durham in North Carolina und ihrer im Jahr 1979 erfolgten Zulassung als Rechtsanwältin begann sie in ihrem neuen Beruf zu arbeiten. Später lehrte sie das Fach Rechtswissenschaften an der Wake Forest Law School in Winston-Salem. Zwischen 1993 und 2002 war Majette Richterin am Bezirksgericht im DeKalb County in Georgia.
Politisch schloss sie sich der Demokratischen Partei an. Bei den Kongresswahlen des Jahres 2002 wurde sie im vierten Wahlbezirk von Georgia in das US-Repräsentantenhaus in Washington, D.C. gewählt, wo sie am 3. Januar 2003 die Nachfolge von Cynthia McKinney antrat, gegen die sie sich bei der Vorwahl der Demokraten durchgesetzt hatte. Da sie im Jahr 2004 auf eine erneute Kandidatur verzichtete, konnte sie bis zum 3. Januar 2005 nur eine Legislaturperiode im Kongress absolvieren.
Anstelle einer Kandidatur zur Wiederwahl in das Repräsentantenhaus bewarb sie sich 2004 erfolglos um einen Sitz im US-Senat; sie unterlag dem Republikaner Johnny Isakson. Im Kongress galt sie als liberale Abgeordnete.